# Campiglossa spenceri
Campiglossa spenceri este o specie de muște din genul Campiglossa, familia Tephritidae. A fost descrisă pentru prima dată de Hardy în anul 1973.
Este endemică în Vietnam. Conform Catalogue of Life specia Campiglossa spenceri nu are subspecii cunoscute.